# Centre des liaisons européennes et internationales de sécurité sociale
Le Centre des liaisons européennes et internationales de sécurité sociale (Cleiss), créé en 1959, est un établissement public placé sous la tutelle du ministère chargé de la sécurité sociale et du ministère chargé du budget.
Il est au service de la protection sociale des personnes en mobilité internationale. Compétent pour l'ensemble des risques et régimes de sécurité sociale, il assure le rôle d'organisme de liaison pour l'application des accords internationaux de sécurité sociale signés par la France : règlements européens de coordination, conventions bilatérales et décrets de coordination avec les collectivités d'Outre-mer.

## Statut
Le Centre des liaisons européennes et internationales de sécurité sociale est un établissement public national à caractère administratif doté de la personnalité morale et de l'autonomie financière. Les régimes français de sécurité sociale assurent son financement selon un taux de contribution fixé par arrêté du 27 mars 2023.

## Historique
À sa création en 1959, l'organisme est appelé Centre de sécurité sociale des travailleurs migrants (CSSTM) et son rôle est d'accompagner la mise en œuvre en France des premiers règlements européens de coordination en matière de sécurité sociale qui ont vu le jour la même année. Ces instruments dont la troisième génération est en vigueur depuis 2010 sont l'application du principe de libre circulation des travailleurs inscrit dans le Traité de Rome.
Il deviendra par la suite l'organisme de liaison pour l'application de tous les accords internationaux de sécurité sociale conclus par la France.
En 1995, de nouvelles missions sont attribuées au CSSTM : constitution d’un fichier de pensionnés et tenue à jour d'une documentation sur la législation sociale des pays étrangers.
L'article 39 de la loi de modernisation sociale du 17 janvier 2002 instaure la nouvelle dénomination du CSSTM qui devient le Centre des liaisons européennes et internationales de sécurité sociale. Ce nouveau nom, ainsi que les missions de l'organisme, la composition de son Conseil d'Administration et le statut de son personnel sont inscrits dans le code de la sécurité sociale à la suite de la parution du décret no 2002-1568 du 24 décembre 2002.
Les dispositions relatives au Cleiss ont été actualisées par un décret paru au Journal Officiel du 28 février 2015. Ce dernier acte le transfert de la gestion des dettes internationales et des créances de sécurité sociale, auparavant confiée au Cleiss, à la Caisse nationale d'Assurance Maladie des travailleurs salariés, en application de la loi de financement de la sécurité sociale pour 2014, et à compter du 1er janvier 2015.
Le décret confirme par ailleurs les autres missions dévolues au Cleiss et lui attribue l’information sur les droits en matière de soins de santé transfrontaliers (lire ci-dessous, « Mission de conseil et d’information »)

## Missions
Le Cleiss est régi par les articles L. 767-1 et R.767-1 à R. 767-11 du Code de la Sécurité sociale et ses missions sont énumérées à l'article R. 767-2.
- Mission statistique : la collecte auprès des organismes français de sécurité sociale des données statistiques et financières relatives aux transferts de prestations effectués dans le cadre des accords internationaux donne lieu à la production d'un rapport statistique annuel.
- Mission de conseil et d’information : le Cleiss fournit aux organismes de sécurité sociale français et étrangers, aux assurés et aux employeurs, information, conseil et expertise sur tous les aspects de la protection sociale internationale. En qualité d'appui technique au ministère chargé de la sécurité sociale, il contribue à la rédaction des projets de textes internationaux en matière de sécurité sociale (conventions, accords d'application, circulaires) et participe à l'élaboration des formulaires de liaison qui servent à l'application de ces textes.

Par le biais de son site Internet, le Cleiss fournit une information complète sur la dimension internationale de la sécurité sociale : adresses, législations étrangères, fiches pratiques, textes consolidés des accords signés par la France, etc.
La publication Décryptage consultable en ligne permet d'approfondir certaines thématiques liées aux activités du Cleiss (ex : la présentation d’un État membre occupant la présidence de l’Union européenne, l’état des lieux annuel des soins de santé, ou encore l'utilisation de la Carte européenne d'assurance maladie).
Depuis janvier 2015, le Cleiss est également le point de contact national français pour les soins de santé transfrontaliers. Cette nouvelle mission, attribuée en application de la directive européenne 2011/24/UE, du 9 mars 2011, vise à informer les patients et les professionnels de santé sur les droits et démarches. Il s’agit en particulier de renseigner les patients sur la prise en charge des soins reçus hors de leur État d’affiliation. La directive s’applique aux États membres de l'Union européenne, mais elle ne concerne pas les États de l’Association européenne de libre-échange, ou AELE (Islande, Liechtenstein, Norvège et Suisse).
- Mission de traduction : le Cleiss est l'organisme traducteur des caisses de sécurité sociale françaises. Il traduit en français mais aussi en langues étrangères toutes les correspondances et documents juridiques, médicaux et administratifs nécessaires au traitement des dossiers.

## La coordination en matière de sécurité sociale
La coordination a pour objectif de faciliter la libre circulation des personnes en leur évitant une rupture de droits à prestations lors de leurs déplacements entre pays.
- Au niveau de l’Union européenne, des États de l'AELE (Islande, Liechtenstein, Norvège) et de la Suisse, ce sont les règlements[11] qui prévoient cette coordination ; ils n’ont pas vocation à uniformiser les systèmes nationaux de sécurité sociale mais à prévoir des mécanismes qui permettent la continuité des droits aux personnes qui passent d’un État à un autre.
- En dehors de l’Union européenne, la France est actuellement liée à 41 États et territoires dans le monde par des conventions bilatérales de Sécurité sociale (voir la liste des conventions sur le site du Cleiss).

Les grands principes de la coordination sont les suivants :
- Levée des clauses de résidence,
- Détermination d'une seule législation sociale applicable à la personne afin d’éviter autant la double-affiliation que l’absence d’affiliation à l’une ou l’autre législation des États,
- Égalité de traitement avec les nationaux,
- Prise en compte, pour l’ouverture du droit et le calcul de certaines prestations, des périodes d’assurance accomplies dans un autre État.

Les règlements européens de coordination visent tous les risques, retraites complémentaires incluses, contrairement aux accords bilatéraux qui ne couvrent jamais le risque chômage et sont par ailleurs plus ou moins complets suivant les États.
Le Cleiss est pour la France l'institution chargée de contribuer à la bonne application de ces divers instruments.

## Directeurs
| Renée Petit        | 1959 à 1964 |
| Daniel Arger       | 1964 à 1967 |
| Henriette Legrand  | 1967 à 1969 |
| Robert Andrez      | 1969 à 1974 |
| Gilbert Froment    | 1974 à 1981 |
| André Guionnet     | 1981 à 1985 |
| Françoise Bonniol  | 1986 à 2000 |
| Éric Trotmann      | 2001 à 2007 |
| Jean-Yves Hocquet  | 2007 à 2013 |
| Philippe Sanson    | 2013 à 2019 |
| Armelle Beunardeau | 2020 à      |

## Présidents du Conseil d'administration
| Jacques Doublet  | 1959 à 1960 |
| Alain Barjot     | 1960 à 1980 |
| Colette Même     | 1981 à 1987 |
| Paul Brajoux     | 1987 à 1991 |
| Guy Rosier       | 1991 à 1995 |
| Gilles Johanet   | 1995 à 1998 |
| Rolande Ruellan  | 1998 à 2006 |
| Christian Cardon | 2006 à 2009 |
| Michel Laroque   | 2009 à 2012 |
| Jean-Luc Izard   | 2015 à 2017 |
| Jean-Louis Rey   | 2017 - 2024 |
| Jean-Luc Izard   | 2024 -      |